# Kościół Narodzenia Najświętszej Maryi Panny w Chocianowicach (nowy)
Kościół Narodzenia Najświętszej Maryi Panny w Chocianowicach – rzymskokatolicki kościół parafialny znajdujący się w Chocianowicach. Kościół należy do parafii Narodzenia Najświętszej Maryi Panny w Chocianowicach w dekanacie Kluczbork, diecezji opolskiej.

## Historia
W miejscowości Chocianowice istnieją obecnie dwa kościoły pod wezwaniem Narodzenia Najświętszej Maryi Panny – stary, będący drewnianym zabytkiem z XVII wieku, oraz nowa świątynia z XX wieku. Parafia ma obecnie status miejsca kultu maryjnego.
Nowa świątynia stanęła w Chocianowicach w latach 1957–1959 (większość prac wykonywali sami parafianie), kiedy liczba mieszkańców zaczęła gwałtownie rosnąć i stary obiekt wkrótce miał stać się za mały. Ponieważ obecnie liczba mieszkańców znacznie spadła nowy kościół jest zbyt duży na potrzeby parafii. Trójnawowy budynek z wysoką wieżą (z dwoma dzwonami i działającym zegarem) zdobi fronton z napisem CREDO IN UNAM SANCTAM CATHOLICAM ECCLESIAM (Wierzę w jeden święty powszechny Kościół ).

## Wnętrze i wyposażenie
Główny ołtarz marmurowy mieści obraz Matki Boskiej Chocianowskiej ze starej świątyni, otoczony gipsowymi rzeźbami Boga Ojca i aniołów oraz kilku świętych. Ściany kościoła przyozdobiono współczesnymi obrazami z motywami biblijnymi (wykonanymi przez jednego z parafian), natomiast na filarach znajdują się figury świętych popularnych na Śląsku. Nietypowy kształt ma chrzcielnica, która została przeniesiona ze starego kościoła – została przedstawiona jako róg obfitości. W południowej nawie znajduje się gipsowy ołtarz św. Józefa, w północnej nawie jest kaplica chrzcielna oraz ołtarz poświęcony Sercu Jezusowemu.
Droga krzyżowa w nowym kościele ma formę gipsowych płaskorzeźb. Organy oddano do użytku dopiero w 1988 – mają 29 głosów.
Kościół wyposażono w dwa duże dzwony. Jeden poświęcony Św. Józefowi z napisem: S KOCIANOVICENSIS A.D.1959, SANCTE JOSEPH, ORA PRO NOBIS, drugi poświęcony Matce Bożej Różańcowej z napisem; D KOCIANOVICENSIS A.D.1959 REGINA SANCTI ROSARII ORA PRO NOBIS.
W 1997 roku wymieniono dach kościoła na nową, czerwoną dachówkę.

## Otoczenie
Przy północnej ścianie starego kościoła znajduje się pomnik poświęcony poległym mieszkańcom wsi podczas I wojny światowej. Powstał w okresie międzywojennym. Kilka lat temu między starą a nową świątynią odsłonięto kolejny pomnik z czarnego marmuru, upamiętniający miejscowych, którzy zginęli w czasie II wojny światowej.
Na teren posesji kościelnej wchodzi się przez mostek, zbudowany nad niewielkim stawem z wysepką, będącą siedliskiem ptaków.

## Galeria

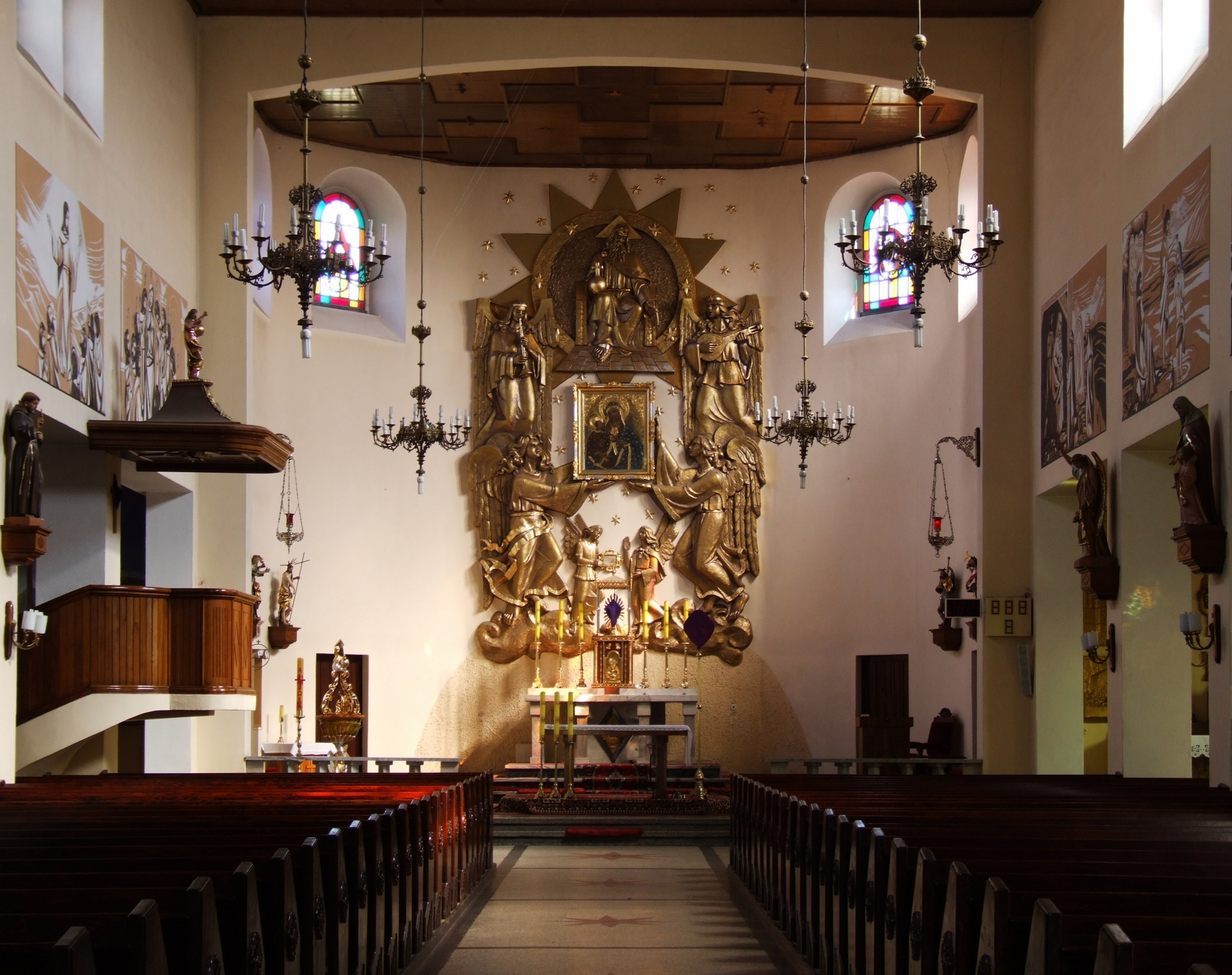
Główny ołtarz nowego kościoła
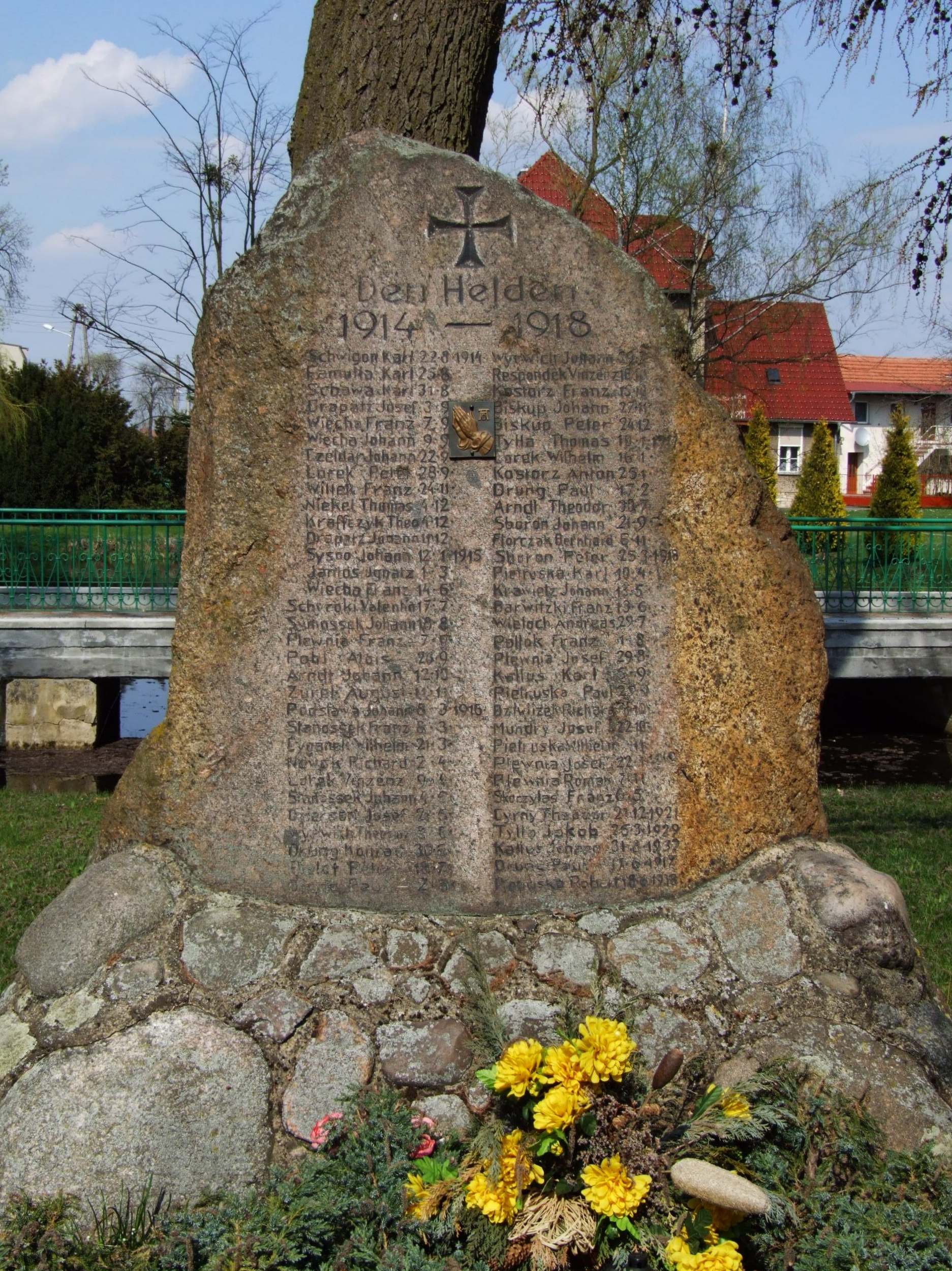
Pomnik ofiar I wojny światowej